# Estadio de Hanga Roa
El estadio de Hanga Roa, se encuentra ubicado en el poblado de Hanga Roa, Rapa Nui, Chile, es el estadio principal de la isla chilena para el desarrollo del fútbol, además de ocuparse para otras actividades o deportes.

## Construcción
La fecha de construcción del estadio data del año 1950, inicialmente el estadio era una cancha sin muchas instalaciones, en donde participaban equipos amateurs de la isla, además de ocuparse para otros deportes de las diversas competiciones locales, pero cuando se disputó el llamado Juego del Siglo en 2009 frente a Colo-Colo en la cuarta fase de la Copa Chile 2009, tuvieron que realizarse pequeñas modificaciones.

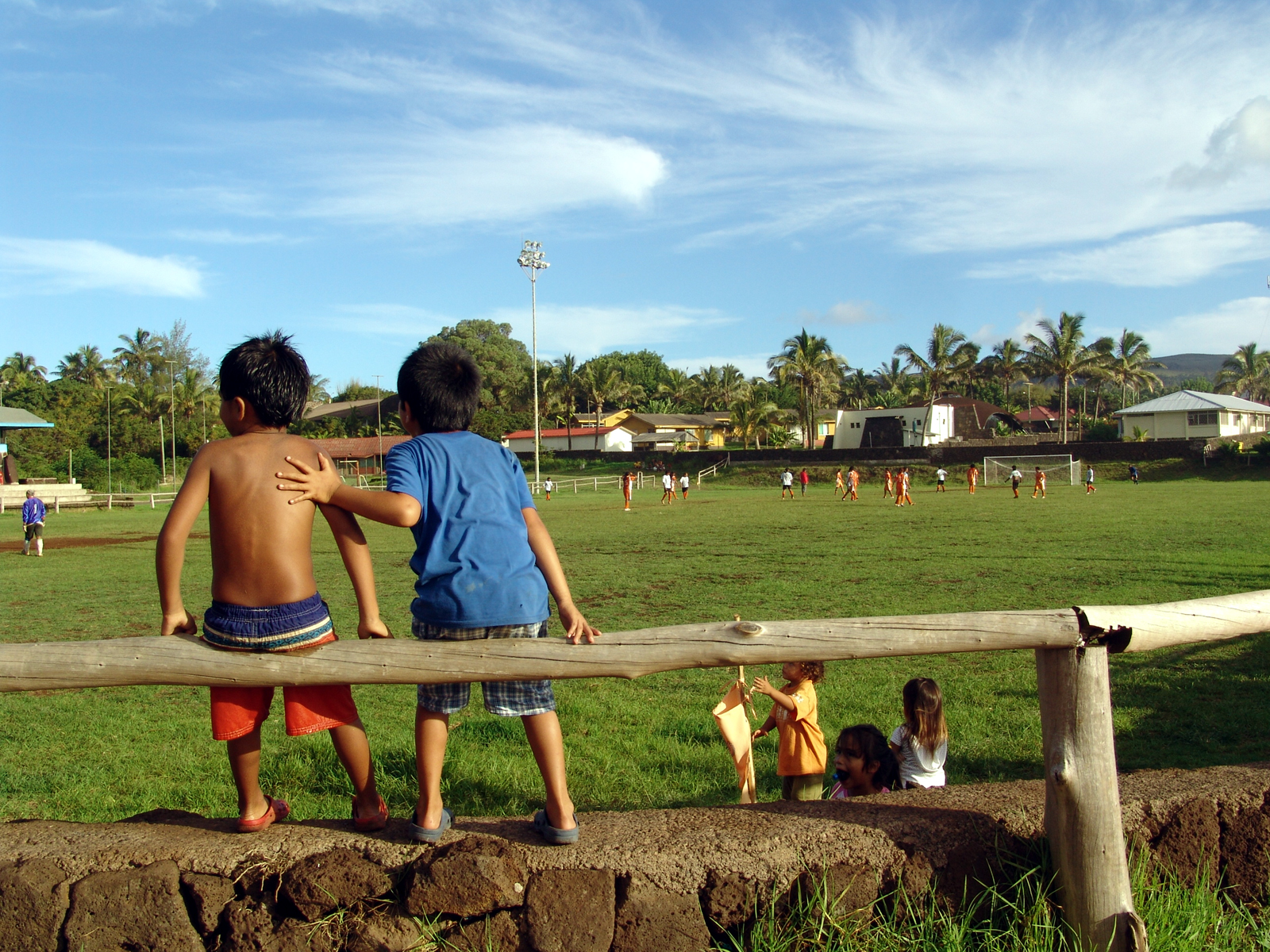
Estadio de Hanga Roa en 2008, antes de su remodelación de 2013-2014

El 7 de febrero de 2012 el Gobierno Regional de Valparaíso, región a la cual pertenece la Isla, anunció la reconstrucción del estadio, implementando en él pasto sintético y una Pista atlética de Recortán.

## Acontecimientos importantes

### Copa Chile, unión de la Isla con Chile
El acontecimiento más importante disputado en este estadio fue el llamado Juego del siglo, que disputó el equipo amateur de la Selección de fútbol de la Isla de Pascua con el equipo profesional Colo-Colo, partido válido por la Cuarta Fase de la Copa Chile 2009, el cual terminó con un resultado de 4 a 0 a favor del elenco santiaguino.
| 5 de agosto de 2009, 16:00 Chile insular 18:00 Chile continental | Selección Isla de Pascua | 0:4 (0:2) | Colo-Colo                                            | Municipal de Hanga Roa, Hanga Roa Isla de Pascua Chile    |                                                           |
|                                                                  |                          | Reporte   | Pérez 30' (a.g.) · Bogado 32' 59' · Araos 68' (pen.) | Asistencia: 3.000 espectadores Árbitro(s): Carlos Chandía | Asistencia: 3.000 espectadores Árbitro(s): Carlos Chandía |

| 1     | POR   | Emilio Calvo        | 31' |
| 2     | DEF   | Carlos Lillo        |     |
| 3     | DEF   | Javier Pérez        |     |
| 4     | DEF   | Petero Ulloa        | 52' |
| 24    | DEF   | Manu Haoa           |     |
| 23    | MED   | Roberto Peña Tuki   |     |
| 9     | MED   | Jovino Tuki         |     |
| 6     | MED   | Álvaro Sánchez      |     |
| 21    | DEL   | Cristián Muñoz      |     |
| 18    | DEL   | Petero Avaka Teao   |     |
| 20    | DEL   | Edgardo Pastén      | 62' |
| D. T. | D. T. | Miguel Ángel Gamboa |     |

| 12    | POR   | Raúl Olivares        |     |
| 24    | DEF   | José Domingo Salcedo | 73' |
| 15    | DEF   | Diego Olate          |     |
| 3     | DEF   | Luis Mena            |     |
| 26    | DEF   | Sebastián Toro       |     |
| 2     | MED   | Paulo Magalhaes      |     |
| 13    | MED   | César Pinares        |     |
| 20    | MED   | Rafael Caroca        |     |
| 19    | MED   | Gerardo Cortés       |     |
| 11    | DEL   | Ezequiel Miralles    | 62' |
| 9     | DEL   | Cristian Bogado      | 73' |
| D. T. | D. T. | Hugo Tocalli         |     |

| 12 | Guardameta | Koro Pate Tucki | 31' |
| 15 | Defensa    | Benjamín Tuki   | 52' |
| 14 | Delantero  | Mai Teao        | 62' |

| 30 | Delantero | Philip Araos       | 62' |
| 6  | Defensa   | Christopher Penroz | 73' |
| 29 | Delantero | Yashir Pinto       | 73' |

| 30' (a.g.) · 32' · 59' · 68' (pen.) | Javier Pérez Cristián Bogado Phillip Araos | 0 - 1 0 - 2 0 - 3 0 - 4 |

| 56' | Rafael Caroca |

| Principal | Carlos Chandía |

| 1     | POR   | Emilio Calvo        | 31' |
| 2     | DEF   | Carlos Lillo        |     |
| 3     | DEF   | Javier Pérez        |     |
| 4     | DEF   | Petero Ulloa        | 52' |
| 24    | DEF   | Manu Haoa           |     |
| 23    | MED   | Roberto Peña Tuki   |     |
| 9     | MED   | Jovino Tuki         |     |
| 6     | MED   | Álvaro Sánchez      |     |
| 21    | DEL   | Cristián Muñoz      |     |
| 18    | DEL   | Petero Avaka Teao   |     |
| 20    | DEL   | Edgardo Pastén      | 62' |
| D. T. | D. T. | Miguel Ángel Gamboa |     |

| 12    | POR   | Raúl Olivares        |     |
| 24    | DEF   | José Domingo Salcedo | 73' |
| 15    | DEF   | Diego Olate          |     |
| 3     | DEF   | Luis Mena            |     |
| 26    | DEF   | Sebastián Toro       |     |
| 2     | MED   | Paulo Magalhaes      |     |
| 13    | MED   | César Pinares        |     |
| 20    | MED   | Rafael Caroca        |     |
| 19    | MED   | Gerardo Cortés       |     |
| 11    | DEL   | Ezequiel Miralles    | 62' |
| 9     | DEL   | Cristian Bogado      | 73' |
| D. T. | D. T. | Hugo Tocalli         |     |

| 12 | Guardameta | Koro Pate Tucki | 31' |
| 15 | Defensa    | Benjamín Tuki   | 52' |
| 14 | Delantero  | Mai Teao        | 62' |

| 30 | Delantero | Philip Araos       | 62' |
| 6  | Defensa   | Christopher Penroz | 73' |
| 29 | Delantero | Yashir Pinto       | 73' |

| 30' (a.g.) · 32' · 59' · 68' (pen.) | Javier Pérez Cristián Bogado Phillip Araos | 0 - 1 0 - 2 0 - 3 0 - 4 |

| 56' | Rafael Caroca |

| Principal | Carlos Chandía |

| 1     | POR   | Emilio Calvo        | 31' |
| 2     | DEF   | Carlos Lillo        |     |
| 3     | DEF   | Javier Pérez        |     |
| 4     | DEF   | Petero Ulloa        | 52' |
| 24    | DEF   | Manu Haoa           |     |
| 23    | MED   | Roberto Peña Tuki   |     |
| 9     | MED   | Jovino Tuki         |     |
| 6     | MED   | Álvaro Sánchez      |     |
| 21    | DEL   | Cristián Muñoz      |     |
| 18    | DEL   | Petero Avaka Teao   |     |
| 20    | DEL   | Edgardo Pastén      | 62' |
| D. T. | D. T. | Miguel Ángel Gamboa |     |

| 12    | POR   | Raúl Olivares        |     |
| 24    | DEF   | José Domingo Salcedo | 73' |
| 15    | DEF   | Diego Olate          |     |
| 3     | DEF   | Luis Mena            |     |
| 26    | DEF   | Sebastián Toro       |     |
| 2     | MED   | Paulo Magalhaes      |     |
| 13    | MED   | César Pinares        |     |
| 20    | MED   | Rafael Caroca        |     |
| 19    | MED   | Gerardo Cortés       |     |
| 11    | DEL   | Ezequiel Miralles    | 62' |
| 9     | DEL   | Cristian Bogado      | 73' |
| D. T. | D. T. | Hugo Tocalli         |     |

| 12 | Guardameta | Koro Pate Tucki | 31' |
| 15 | Defensa    | Benjamín Tuki   | 52' |
| 14 | Delantero  | Mai Teao        | 62' |

| 30 | Delantero | Philip Araos       | 62' |
| 6  | Defensa   | Christopher Penroz | 73' |
| 29 | Delantero | Yashir Pinto       | 73' |

| 30' (a.g.) · 32' · 59' · 68' (pen.) | Javier Pérez Cristián Bogado Phillip Araos | 0 - 1 0 - 2 0 - 3 0 - 4 |

| 56' | Rafael Caroca |

| Principal | Carlos Chandía |

| 1     | POR   | Emilio Calvo        | 31' |
| 2     | DEF   | Carlos Lillo        |     |
| 3     | DEF   | Javier Pérez        |     |
| 4     | DEF   | Petero Ulloa        | 52' |
| 24    | DEF   | Manu Haoa           |     |
| 23    | MED   | Roberto Peña Tuki   |     |
| 9     | MED   | Jovino Tuki         |     |
| 6     | MED   | Álvaro Sánchez      |     |
| 21    | DEL   | Cristián Muñoz      |     |
| 18    | DEL   | Petero Avaka Teao   |     |
| 20    | DEL   | Edgardo Pastén      | 62' |
| D. T. | D. T. | Miguel Ángel Gamboa |     |

| 12    | POR   | Raúl Olivares        |     |
| 24    | DEF   | José Domingo Salcedo | 73' |
| 15    | DEF   | Diego Olate          |     |
| 3     | DEF   | Luis Mena            |     |
| 26    | DEF   | Sebastián Toro       |     |
| 2     | MED   | Paulo Magalhaes      |     |
| 13    | MED   | César Pinares        |     |
| 20    | MED   | Rafael Caroca        |     |
| 19    | MED   | Gerardo Cortés       |     |
| 11    | DEL   | Ezequiel Miralles    | 62' |
| 9     | DEL   | Cristian Bogado      | 73' |
| D. T. | D. T. | Hugo Tocalli         |     |

| 12 | Guardameta | Koro Pate Tucki | 31' |
| 15 | Defensa    | Benjamín Tuki   | 52' |
| 14 | Delantero  | Mai Teao        | 62' |

| 30 | Delantero | Philip Araos       | 62' |
| 6  | Defensa   | Christopher Penroz | 73' |
| 29 | Delantero | Yashir Pinto       | 73' |

| 30' (a.g.) · 32' · 59' · 68' (pen.) | Javier Pérez Cristián Bogado Phillip Araos | 0 - 1 0 - 2 0 - 3 0 - 4 |

| 56' | Rafael Caroca |

| Principal | Carlos Chandía |